# Fissidens karwarensis
Fissidens karwarensis är en bladmossart som beskrevs av Hugh Neville Dixon 1921. Fissidens karwarensis ingår i släktet fickmossor, och familjen Fissidentaceae. Inga underarter finns listade i Catalogue of Life.